# 漆工
漆工，也稱漆藝，是指製作漆器的工藝。除了漆塑造像與漆器工藝之外，木器家具與神像彩畫的塗裝工作，也是屬於漆藝的範圍；至於漆本身就是一種塗料，具有彩繪的功能，故又能獨立發展成漆繪藝術。因此漆藝的發展，是一項雕塑、繪畫與工藝綜合的應用藝術。

## 調漆
大漆色深，不易調出白色，桃花色等高明色彩。若要漆色鮮亮必須混合桐油，使漆色淡化。桐油含量低于20%，可用于打磨推光；桐油含量高于20%，則可用於打金膠，多層厚髹。
漆工首先必須將買來的桐油熬練，先加熱到攝氏140-200度，以文火加溫去除水份，熬成為光油。

## 漆器
漆器製作的程序繁複，可以簡單分為製胎與塗裝兩個步驟，製胎是製作未來的器型，而塗裝則是雕漆或漆繪的裝飾表現。在漆器製作之前，預先以木器、竹器或銅器，作為塗裝時的內胎，接著再將調好顏色的漆，一層一層地著在胎壁上，這種工作又稱為「髹漆」。木胎易受到材質的限制，無法削薄器壁減輕重量，於是又發明木片捲曲的筒狀，作為漆器的內胎，但缺點在於造型的刻板。
等到夾紵胎發明，漆器的型制便能夠自由改變。夾紵的製作方式，是先以漆灰塑造成形，然後用麻布或纖維粗實的布匹，裱糊在漆灰製的器胎上，然後一層一層髹漆，乾硬之後即可見到原來的造型。更進一步的發展，就是脫胎漆器的問世，據稱是在清初乾隆年間，福建福州的製漆藝人沈昭安所發明，脫胎漆器與漆塑的製作幾乎類似，是雕塑技術的應用。
臺灣之「蓬萊塗」係源自於日據時期西元1928年，日人山中公先生開設「山中美術工藝漆器製造所」，以其環遊臺灣觀察的民俗風情，以原住民、植物、動物為主題，設計生產圓盤、花瓶、硯盒、花瓶．．．等漆器生活用品。 當時多以臺灣風土民情圖紋裝飾，如臺灣蝴蝶、原住民生活、日月潭景色、水果、花卉等，以雕刻、鑲崁、彩繪、磨顯等技法，開創木雕彩漆研磨推光技法，形成所謂「蓬萊塗」漆器。

## 漆繪
製胎完成以後，便進行漆藝的塗裝工作。漆器的裝飾手法相當多，大致可以分為「雕漆」、「雕填」和「鑲嵌」等三種方式。雕漆是指在漆質乾硬以後，於表面上進行刻花的裝飾工作，要做雕漆的表現之前，必須先有厚實的漆層，有時還會在漆面上「堆漆」，以加強厚度。常見的雕漆作品多是「剔紅」，所謂的剔紅，是在紅色為主的漆器上，將圖案紋飾以外的部份剔除，留下紅色圖案與非紅色的地紋，當然視主色的不同，又有剔黃、剔綠或剔黑的稱法。雕填的作法，則包含了雕漆和填漆兩個步驟，先將不同配色的圖案雕除，然後填上其他顏色，乾映之後再將之磨平，使得漆器的紋飾，具有多色彩的表現。更精緻的裝飾手法，還有「沉金」「描漆」、「變塗」的應用。至於鑲嵌，則是在漆面上附貼不同的材質，由於漆質本身即具有黏性，所以鑲嵌處理較無困難。常見的鑲嵌裝飾，是用貝殼所製成的「螺鈿」，其他還有金箔銀箔的貼飾，或將金箔金粉填入刻痕的「戧金」等表現。

## 來源
1. ↑  .   [2019-05-01]. （原始内容存档于2018-01-17）.

## 外部連結
[在维基数据编辑]
 《欽定古今圖書集成·經濟彙編·考工典·漆工部》，出自陈梦雷《古今圖書集成》
- 漆藝——文化部文化資產局 （页面存档备份，存于）
- 漆工藝-木胎漆器——文化部文化資產局 （页面存档备份，存于）
- 漆工藝-蓬萊塗 （页面存档备份，存于）